# Cimetière de la forêt de Perlach
Le cimetière de la forêt de Perlach (Friedhof am Perlacher Forst) est l'un des 28 cimetières municipaux de la ville de Munich. Il est situé Stadelheimer Straße dans le quartier d'Obergiesing.
Outre environ 27 000 tombes, le cimetière dispose de deux bosquets commémoratifs pour les victimes des camps de concentration nazis. Il y a des tombes de guerre de soldats polonais des Narodowe Siły Zbrojne (NSZ) et un champ avec les tombes de personnes dites « déplacées » de l'après-guerre, dont de nombreux anciens travailleurs forcés.
La prison de Stadelheim jouxte le cimetière, ainsi plusieurs prisonniers exécutés notables y ont été enterrés (en lien avec la Nuit des Longs Couteaux et La Rose blanche).

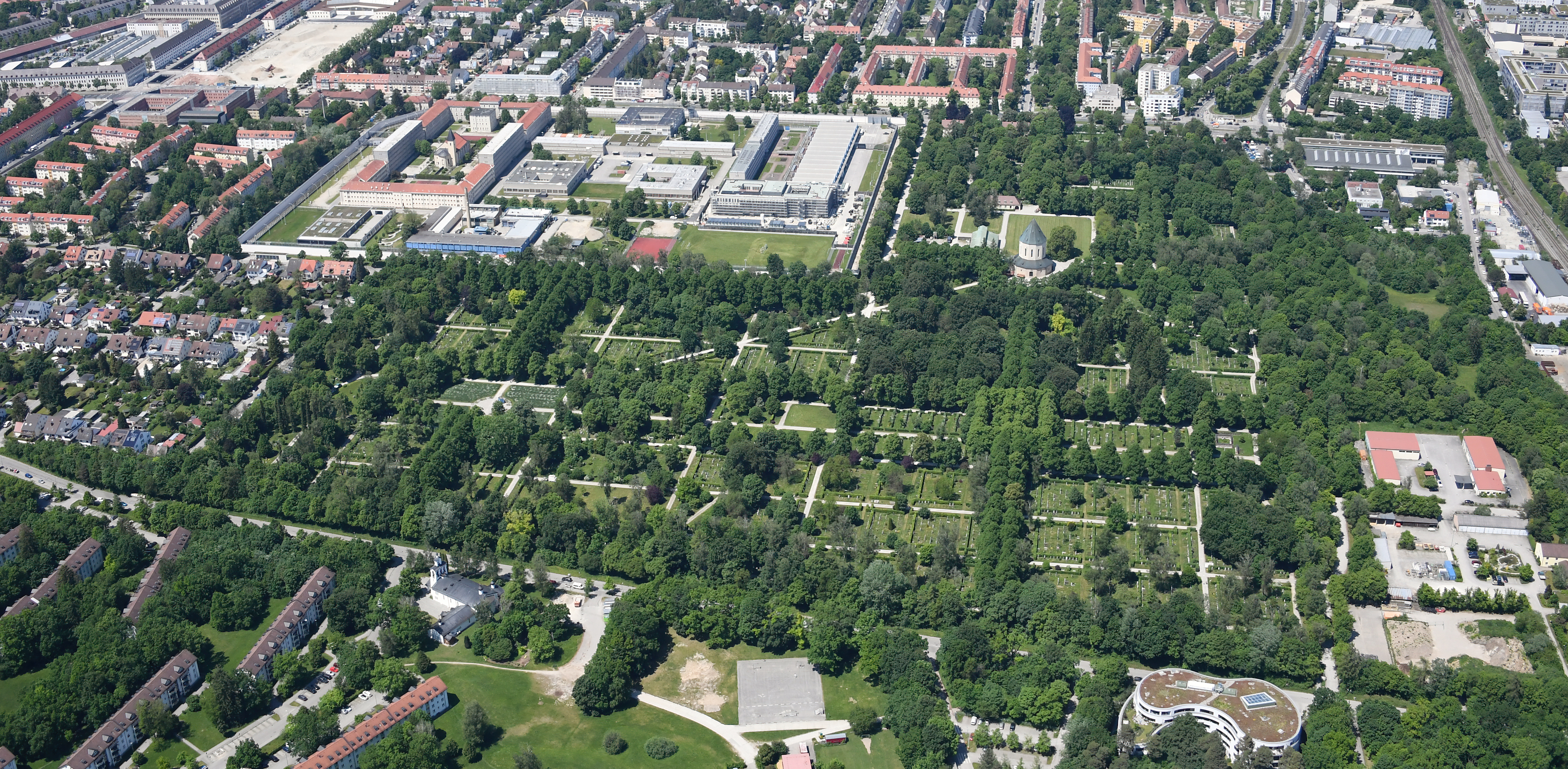
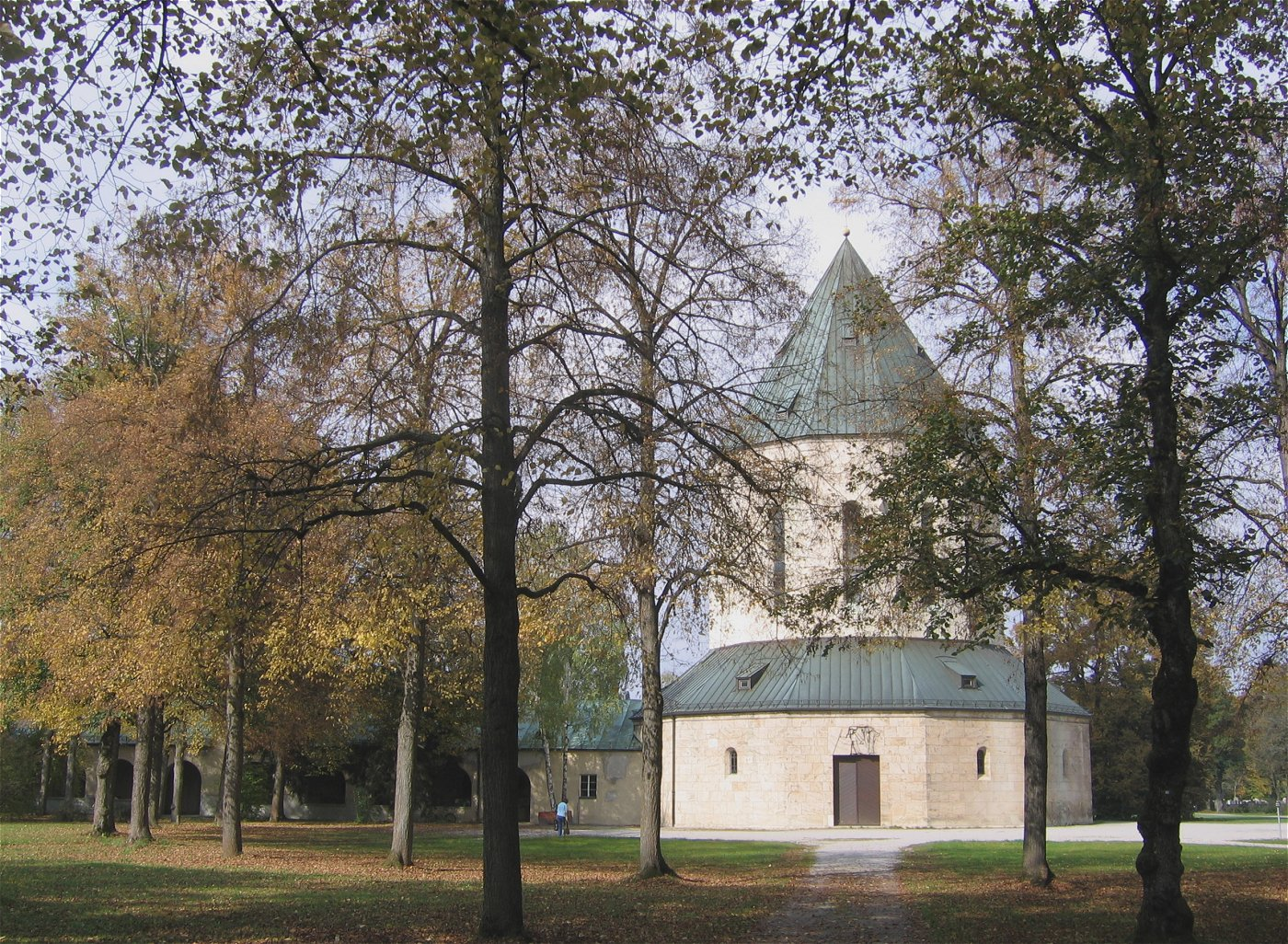
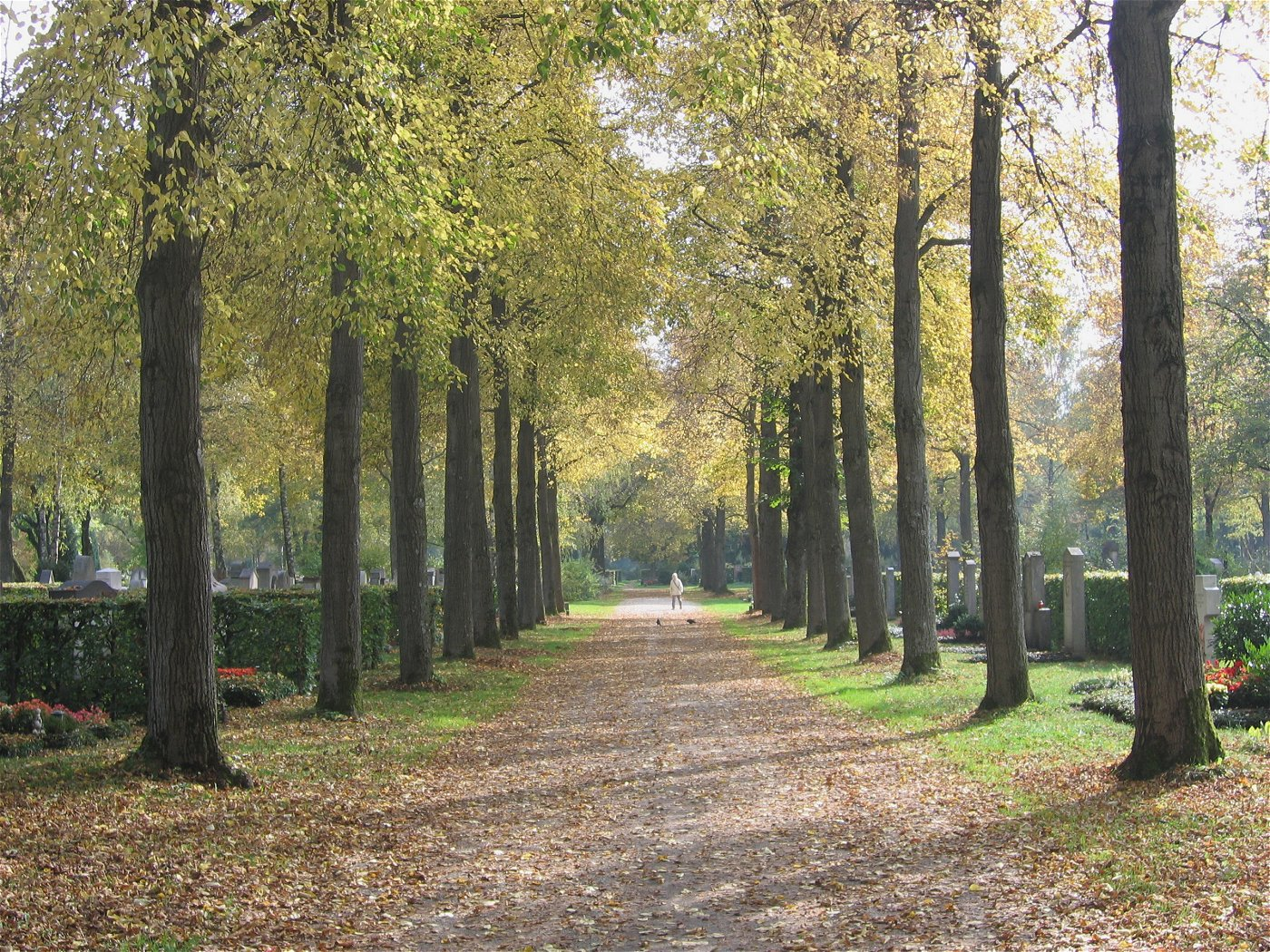
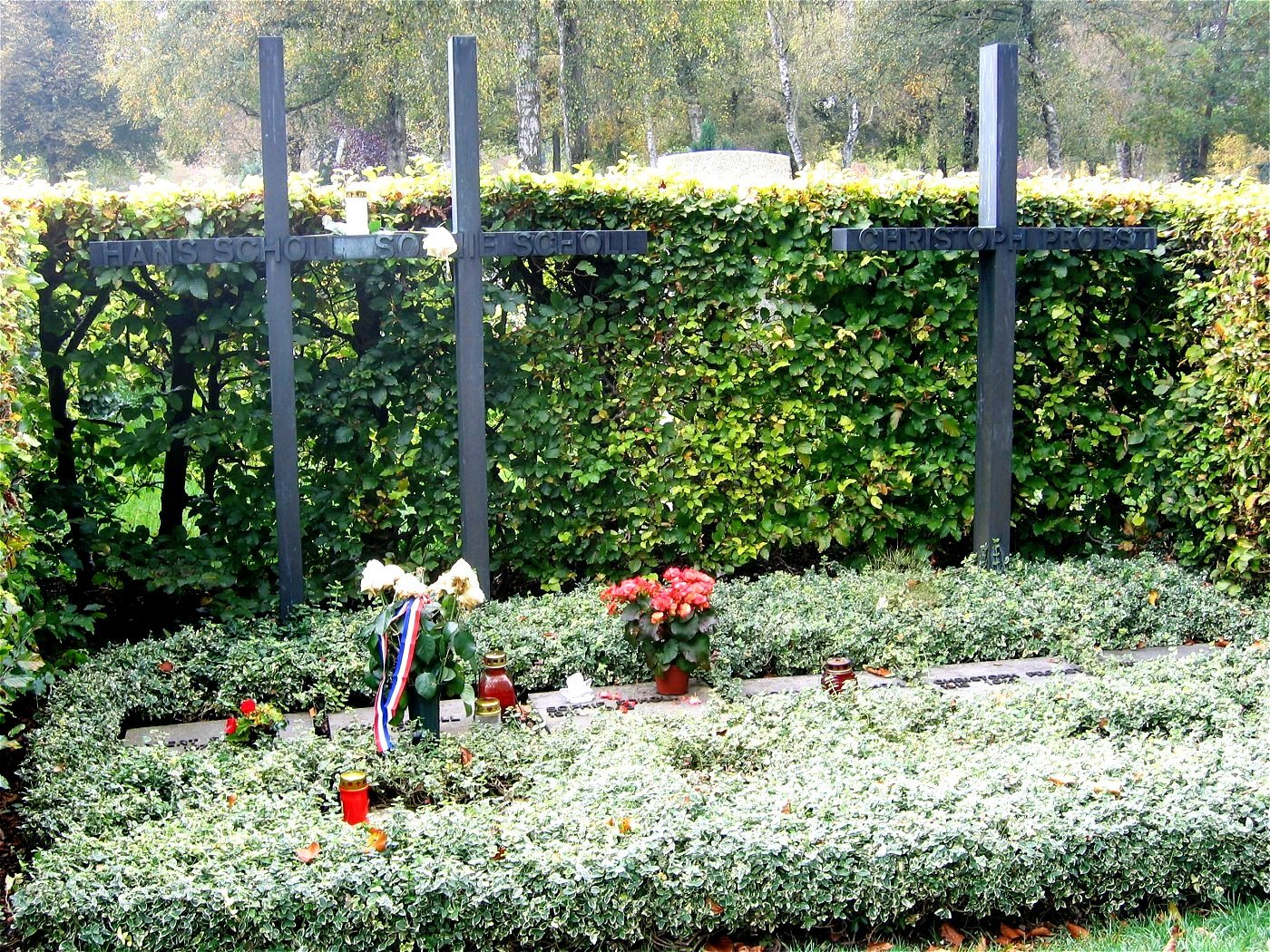
Tombe de Sophie Scholl, Hans Scholl et Christoph Probst.